# 207 Hedda
207 Hedda este un asteroid din centura principală, descoperit pe 17 octombrie 1879, de Johann Palisa.